# Servië op de Paralympische Winterspelen 2014
Servië was een van de landen die deelnam aan de Paralympische Winterspelen 2014 in Sotsji, Rusland.

## Deelnemers en resultaten
(m) = mannen, (v) = vrouwen 

### Alpineskiën
| Paralympiër        | Onderdeel                | Resultaat | Prestatie |
| ------------------ | ------------------------ | --------- | --------- |
| Jugoslav Milošević | Slalom, staand (m)       | 33e       | 2:28.79   |
| Jugoslav Milošević | Reuzenslalom, staand (m) | 29e       | 3:22.36   |